# Michał Jamnicki

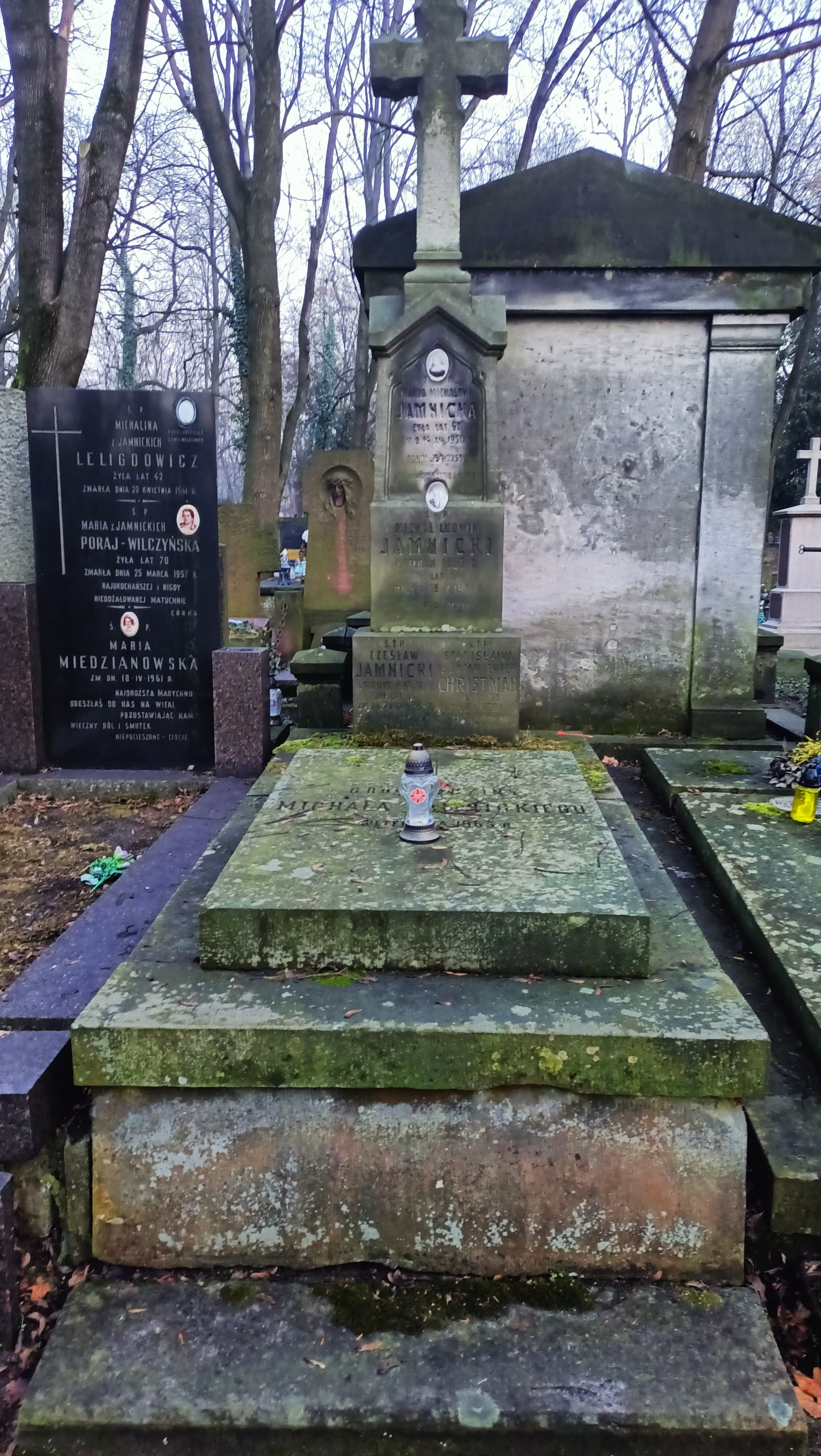
Grób Michała Jamnickiego na Cmentarzu Powązkowskim

Michał Ludwik Jamnicki (ur. 4 września 1847 w Warszawie, zm. 22 września 1931 tamże) – podporucznik weteran powstania styczniowego, inżynier technik, emerytowany pracownik Gazowni Miejskiej m. st. Warszawy, członek Archikonfraterni Literackiej.
Ojciec Michała był uczestnikiem powstania listopadowego, a dziad służył pod rozkazami ks. Józefa Poniatowskiego. Mając 16 lat, razem z czterema rówieśnikami, uciekł ze szkoły i zaciągnął się w szeregi powstańcze. Wziął udział w kilku bitwach. Zupełnie wyczerpanego z sił znaleziono w lasach koło Warki i odwieziono do domu rodzinnego.
8 listopada 1930 prezydent RP nadał mu Krzyż Niepodległości z Mieczami „za pracę w dziele odzyskania niepodległości”. Był także odznaczony Gwiazdą Górnośląską. Mieszkał przy ulicy Radnej 11. Zmarł na zapalenie płuc. 25 września 1931 został pochowany na cmentarzu Powązkowskim w Warszawie (kwatera 191, rząd 6, grób 25).
Był żonaty z Marią (zm. 1930), z którą miał syna Czesława (1882–1946), kapitana administracji Wojska Polskiego i córkę Stanisławę Christman (1890–1975), urzędniczkę.